# Estha Essombeová
Estha Essombe (* 20. dubna 1963 Boulogne-sur-Mer, Francie) je bývalá reprezentantka Francie v judu.

## Sportovní kariéra
Vrcholově se judu začala věnovat až s blížícími se olympijskými hrami v Barceloně v roce 1992, ale nominaci si nevybojovala. Reprezentační jedničkou se stala v roce 1994 v 31 letech a bez větších potíži si zajistila účast na olympijských hrách v Atlantě v roce 1996. Ve druhém kole vyřadila aktuální mistryni světa Kubánka Lunu, ale v semifinále nestačila na Japonku Tanabe. V boji o třetí místo si nešťastně zlomila lýtkovou kost na levé noze a obsadila 5. místo. Sportovní kariéru ukončila až na přelomu tisíciletí.

## Výsledky
| Turnaj             | 1994           | 1995           | 1996           | 1997           |
| Turnaj             | 31             | 32             | 33             | 34             |
| Turnaj             | polotěžká váha | polotěžká váha | polotěžká váha | polotěžká váha |
| ------------------ | -------------- | -------------- | -------------- | -------------- |
| Olympijské hry     |                |                | 5.             |                |
| Mistrovství světa  |                | 7.             |                | 5.             |
| Mistrovství Evropy | 2.             | 2.             | 3.             | 7.             |